# Плувен басейн за младежта в Амстердам
„Плувен басейн за младежта в Амстердам“ (на нидерландски: Zwemplaats voor Jongelingen te Amsterdam) е нидерландски късометражен документален ням филм от 1896 г.
Заснет е от продуцента и режисьор Махиел Хендрикус Ладе, който е сред основоположниците на нидерландската кинематография. Филмът показва кадри от откриването на плувния басейн на улица „Хейлигевег“ в Амстердам, който е бил първият закрит басейн в Нидерландия.
До наши дни не са достигнали кадри от филма и той се смята за изгубен.